# Al-Malikiyya

al-Malikiyya (arabiska المالكية), syriska ܕܝܪܝܟ, kurdiska Dêrika Hemko), kallat Derik av lokalbefolkningen, är en stad i provinsen al-Hasaka i Syrien. Folkmängden uppgick till 26 311 invånare vid folkräkningen 2004. Majoriteten av invånarna är kurder men även kristna assyrier/syrianer och araber bor där. Staden står under SDF:s kontroll som främst består av kurder men även syrianer och araber. 
al-Malikiyya är känt för sitt jordbruk och sin närhet till oljefälten, som ger många arbetstillfällen åt lokalbefolkningen.

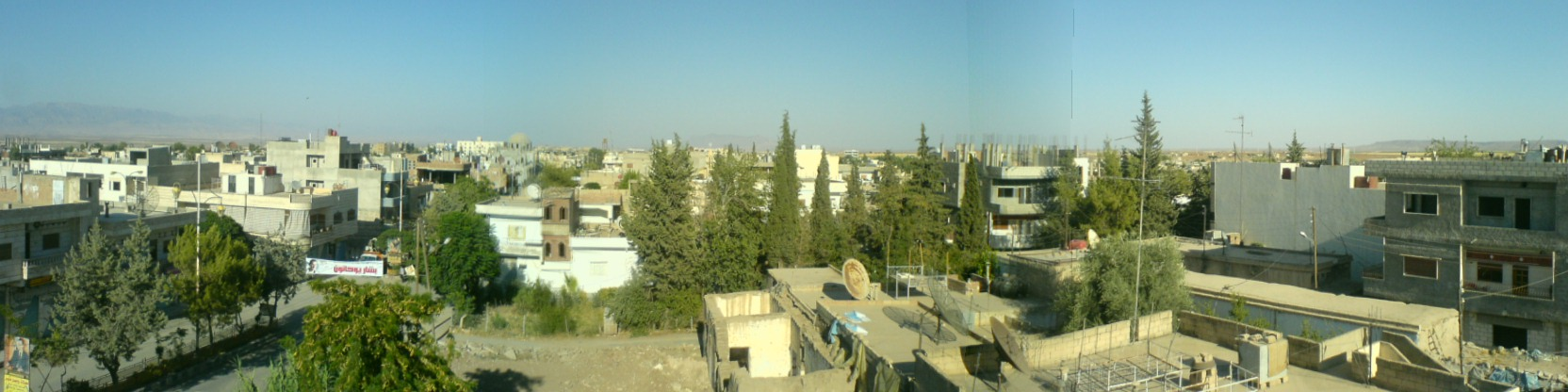
Vy över al-Malikiyya.